# Solidez
En lógica, la solidez (en inglés soundness) es la propiedad que tienen los argumentos cuando son válidos y sus premisas son todas verdaderas. Si un argumento es deductivamente válido, entonces si es sólido, su conclusión será necesariamente verdadera.
Por ejemplo, considérese el siguiente argumento:
1. Todos los hombres son mortales.
2. Todos los griegos son hombres.
3. Luego, todos los griegos son mortales.

Este argumento es sólido, porque por un lado es válido, y por otro lado las premisas son todas verdaderas. Pero considérese el siguiente argumento:
1. Todos los hombres son mortales.
2. Todas las plantas son hombres
3. Luego, todas las plantas son mortales.

Este argumento no es sólido, porque aunque válido, una de las premisas es falsa. Por último, considérese el siguiente argumento:
1. Todos los hombres son mortales.
2. Todos los patos son animales.
3. Luego, todos los animales son mortales.

Este argumento tampoco es sólido, porque aunque las premisas son todas verdaderas, el argumento no es válido. En nada cambia que la conclusión sea también verdadera.